# Koninklijke Kapel

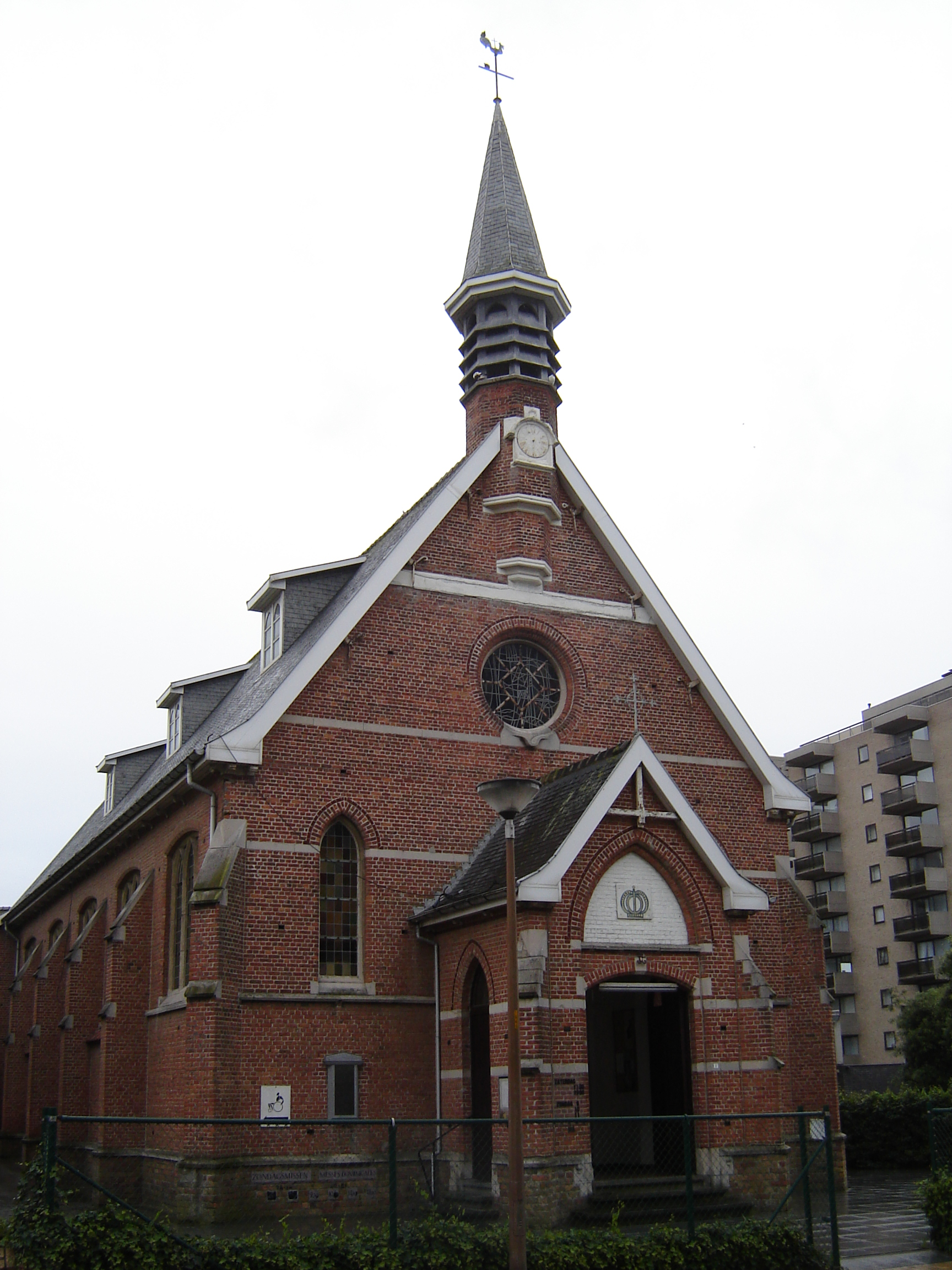
Koninklijke Kapel

De Koninklijke Kapel, ook Oblatenkapel genaamd, is een kloosterkapel in de West-Vlaamse plaats De Panne, gelegen aan de Kapellelaan. De kapel is gewijd aan Onze-Lieve-Vrouw van de Zee.
De kapel werd gebouwd in 1906-1908 ten behoeve van de paters Oblaten die hier ook een klooster hadden. Dit kleine klooster, in carrébouw, is in het westen aan de kapel vastgebouwd. Tijdens de Eerste Wereldoorlog woonde koning Albert I hier de Missen bij, waaraan de kapel zijn naam Koninklijke kapel te danken heeft. Een gedenkplaat herinnert aan dit feit.
Het is een bakstenen neogotisch zaalkerkje met een achtkante dakruiter, steunberen en een ingangsportaal. Boven de toegangsdeur bevindt zich een timpaan met de afbeelding van de Belgische kroon.
Het interieur is sober en het meubilair is neogotisch.
Nabij de kerk bevindt zich een Lourdesgrot, die gebouwd is in de jaren '20 van de 20e eeuw.